# Уравнение Рариты — Швингера
Уравнение Рариты — Швингера — дифференциальное уравнение, описывающее частицы со спином 3/2. Оно было получено Раритой и Швингером в 1941 году.
Уравнение имеет вид:
{\displaystyle \hbar \epsilon ^{\mu \nu \rho \sigma }\gamma ^{5}\gamma _{\nu }\partial _{\rho }\psi _{\sigma }+mc\psi ^{\mu }=0}
либо, в натуральных единицах:
{\displaystyle \epsilon ^{\mu \nu \rho \sigma }\gamma ^{5}\gamma _{\nu }\partial _{\rho }\psi _{\sigma }+m\psi ^{\mu }=0}
где:
- {\displaystyle \epsilon ^{\mu \nu \rho \sigma }} — символ Леви-Чивиты,
- {\displaystyle m} — масса частицы,
- {\displaystyle \gamma _{\nu }} — матрицы Дирака.

Уравнение Рариты—Швингера может быть получено из уравнения Эйлера — Лагранжа с плотностью лагранжиана:
{\displaystyle {\mathcal {L}}={\frac {1}{2}}\epsilon ^{\mu \nu \rho \sigma }{\bar {\psi }}_{\mu }\gamma ^{5}\gamma _{\nu }\partial _{\rho }\psi _{\sigma }-m{\bar {\psi }}_{\mu }\psi ^{\mu }}
Также уравнение Рариты-Швингера можно вывести из теоретико-групповых соображений, как уравнение, инвариантное относительно преобразований Пуанкаре и описывающее волновую функцию элементарной частицы с массой {\displaystyle m}
нечётным спином, большим {\displaystyle 1}, положительной энергией, фиксированной P-чётностью.